# Wale im August
Wale im August ist ein US-amerikanischer Film des britischen Regisseurs Lindsay Anderson aus dem Jahr 1987. Er basiert auf dem Bühnenstück The Whales of August von David Berry, der auch das Drehbuch schrieb.

## Handlung
Die verwitweten Schwestern Libby und Sarah verbringen seit über 60 Jahren stets den Sommer auf einer Insel vor der Küste des US-amerikanischen Bundesstaates Maine. Dort haben sie nahe den Klippen ein kleines Holzhaus für sich. Früher konnten die Schwestern im August die Wale vorbeiziehen sehen, doch dies passiert schon seit einigen Jahren nicht mehr. Beide sind bereits im hohen Alter. Libby ist durch ihre Blindheit grantig und menschenfeindlich geworden, sie hält ihr Leben bereits für vorüber. Zu ihrer einzigen Tochter hat sie ein angespanntes Verhältnis. Sarah, die ihren Mann kurz nach der Hochzeit im Zweiten Weltkrieg verloren hat, ist kinderlos und kümmert sich liebevoll um ihre Schwester. Die beiden erinnern sich im Verlaufe des Films an traurige und fröhliche Erlebnisse ihrer Vergangenheit, die nun schon lange zurück liegen, sowie insbesondere an ihre verstorbenen Ehemänner. Immer wieder geraten Sarah und Libby in kleinere Auseinandersetzungen. Als Sarah durch den örtlichen Handwerker Joshua ein Panoramafenster ins Haus einbauen lassen will, lehnt Libby dies unter heftigen Protesten ab, weil sie sich und ihre Schwester bereits zu alt für Veränderungen hält. Auch den meisten Annäherungsversuchen ihrer Schwester steht Libby abwehrend gegenüber.
Eines Morgens kommt die alte Nachbarin Tisha zu Besuch, die bereits seit Jugendzeiten mit Sarah befreundet ist. Die für ihre Umgebung sensibilisierte Libby bemerkt misstrauisch, dass Tisha Sarah zum Verkauf ihres Hauses bewegen will und ihr vorschlägt, ohne Libby bei ihr einzuziehen. Am Abend veranstalten die Schwestern ein Abendessen mit dem charmanten russischen Immigranten Mr. Maranov, der von Libby ebenso wenig gemocht wird und dies auch zu spüren bekommt. Maranov gehörte einst in Russland einer reichen Adelsfamilie an, musste aber aus politischen Gründen fliehen. Er lebte bisher bei einer alten Bekannten der beiden Schwestern, die nun verstorben ist. Maranov fühlt sich zu Sarah hingezogen und da er befürchten muss, bald obdach- und mittellos zu sein, bietet er sich ihr dezent als Untermieter an. Sowohl Tishas als auch Maranovs Versuche werden allerdings durch Libbys Feindseligkeiten abgeschmettert.
Sarah trägt sich mit dem Gedanken, die Pflege ihrer Schwester anderen zu überlassen und ihr Haus zu verkaufen. Als Tisha ihr allerdings den interessierten Häusermakler Mr. Beckwith vorstellt, lehnt Sarah den Verkauf des Hauses ab, weil sie dann doch weiterhin mit ihrer Schwester zusammenbleiben will. Libby stimmt unterdessen nach anfänglich heftigen Protesten überraschend dem Einbau eines von Sarah gewünschten Panoramafensters zum Meer zu – obgleich es der Blinden nichts nützt und Libby beide bereits zu alt für Veränderungen hält. Die beiden alten Damen gehen hinaus auf eine Klippe und hoffen, doch noch in diesem Jahr die Wale zu sehen.

## Hintergrund
Wale im August entstand nach dem Bühnenstück des Drehbuchautors David Berry (1943–2016) und wurde im Sommer 1986 auf der Insel Cliff Island vor der Stadt Portland im US-Bundesstaat Maine gedreht, wo Berry beheimatet war. Das Haus steht noch heute dort.
Als Regisseur fungierte der Brite Lindsay Anderson, für den Wale im August zu seinem letzten Kinofilm wurde. Für Lillian Gish und Ann Sothern war es der letzte Film, beide zogen sich anschließend von der Schauspielerei zurück. Gish, die ihr Filmdebüt im Jahre 1912 gegeben hatte, war zum Zeitpunkt der Dreharbeiten 93 Jahre alt – damit wurde sie zur ältesten Hauptdarstellerin eines Spielfilms in der Filmgeschichte. Für Bette Davis war es der letzte Film, den sie vollständig abdrehte. Zwei Jahre später trat sie nochmals in dem Film Tanz der Hexen vor die Kamera, brach die Dreharbeiten jedoch aus gesundheitlichen Gründen und wegen Differenzen mit dem Regisseur Larry Cohen vorzeitig ab.
Eine Szene zu Beginn zeigt Sarah, Tisha und Libby als junge Frauen. In diesen Szenen spielt Tisha Sterling die Rolle der jungen Tisha, während ihre Mutter im wahren Leben, Ann Sothern, die alte Tisha verkörpert. Im Film wird auch von Sarah erwähnt, dass Tisha eine Vorliebe für U-Boote hat. Ann Sotherns Großvater war der Ingenieur Simon Lake, der als Miterfinder des heutigen U-Bootes gilt.

## Synchronisation
| Rolle                       | Schauspieler       | Dt. Synchronstimme     |
| --------------------------- | ------------------ | ---------------------- |
| Sarah Webber                | Lillian Gish       | Else Quecke            |
| Libby Strong                | Bette Davis        | Tilly Lauenstein       |
| Mr. Maranov                 | Vincent Price      | Friedrich Schoenfelder |
| Tisha Doughty               | Ann Sothern        | Margot Leonard         |
| Joshua Brackett, Handwerker | Harry Carey junior | Benno Hoffmann         |
| Mr. Beckwith, Makler        | Frank Grimes       | Peter Kirchberger      |
| Sarah (jung)                | Mary Steenburgen   | Marika von Radvanyi    |
| Libby (jung)                | Margaret Ladd      | Frauke Raiser          |

## Rezeption
Wale im August hatte am 16. Oktober 1987 in New York Premiere und wurde mit überwiegend positiven Kritiken bedacht. In den Vereinigten Staaten war der Film an den Kinokassen kein besonders großer Erfolg, im Gegensatz dazu allerdings in Japan: Dort lief der Film ein ganzes Jahr im Kino und es wurden mehrere Bühnenfassungen aufgeführt. Auch in Russland, Griechenland und Großbritannien kam die Geschichte nach dem Film auf die Bühnen. In Deutschland hatte Wale im August erst als Fernsehausstrahlung am 15. April 1990 seine Premiere.

„Möglich, daß Anderson zu sehr nach Tschechowscher Wehmut schielt, und daß die Geheimnisse in der Vergangenheit der beiden alten Damen oft in ihrer Schlichtheit die aufgebaute Spannung nicht einlösen. Aber solch eine Gelegenheit, zwei der größten Schauspielerinnen der Kinogeschichte noch einmal zu sehen, gealtert und sich mit dem Alter auseinandersetzend, wird es sicher nicht noch einmal geben.“

„Ein Film über das Altern und die Haltung dazu, und eine Hommage an fast 100 Jahre Kino, verkörpert in Lillian Gish und Bette Davis, deren Ausstrahlung den Film beherrscht.“

„Dank der großen alten Damen und sensibler Regie braucht es keine heftigen Emotionsausbrüche, um zutiefst zu berühren. Fazit: Feinfühliges Spätwerk zweier Kino-Ikonen.“

## Auszeichnungen
Lillian Gish wurde für ihre Rolle in diesem Film mit dem National Board of Review Award als Beste Hauptdarstellerin ausgezeichnet. Ann Sothern erhielt außerdem eine Oscar-Nominierung in der Kategorie Beste Nebendarstellerin.